# Supercoupe de Suisse féminine de basket-ball
La Supercoupe suisse féminine de basket-ball est une compétition créée en 2015. Elle met aux prises le vainqueur de la Coupe de Suisse de la saison précédente avec le champion national de la saison précédente. Elle a lieu au mois de septembre.

## Histoire
La Supercup « Indoor Sports » - dont la première édition a eu lieu en 2015 au Hallenstadion à Zurich – est un événement réunissant dans un même lieu le  champion (ou le finaliste en cas de doublé coupe-championnat) au vainqueur de la Coupe de Suisse.
Elle a été mise en place par la Mobilière en partenariat avec SwissBasketball.

## Finalistes par édition
| Date       | Lieu     | Rencontre        | Rencontre              | Score |
| ---------- | -------- | ---------------- | ---------------------- | ----- |
| 2017       |          |                  |                        |       |
| 09.10.2016 | Fribourg | Hélios VS Basket | MARI GROUP Riva Basket | 79-46 |
| 2015       | Zurich   | Hélios VS Basket | Elfic Fribourg         | 47-72 |

## Palmarès
| Date | Lieu     | Vainqueur        | Finaliste              |
| ---- | -------- | ---------------- | ---------------------- |
| 2017 |          |                  |                        |
| 2016 | Fribourg | Hélios VS Basket | MARI GROUP Riva Basket |
| 2015 | Zurich   | Elfic Fribourg   | Hélios VS Basket       |